# Aleksej Kuropatkin

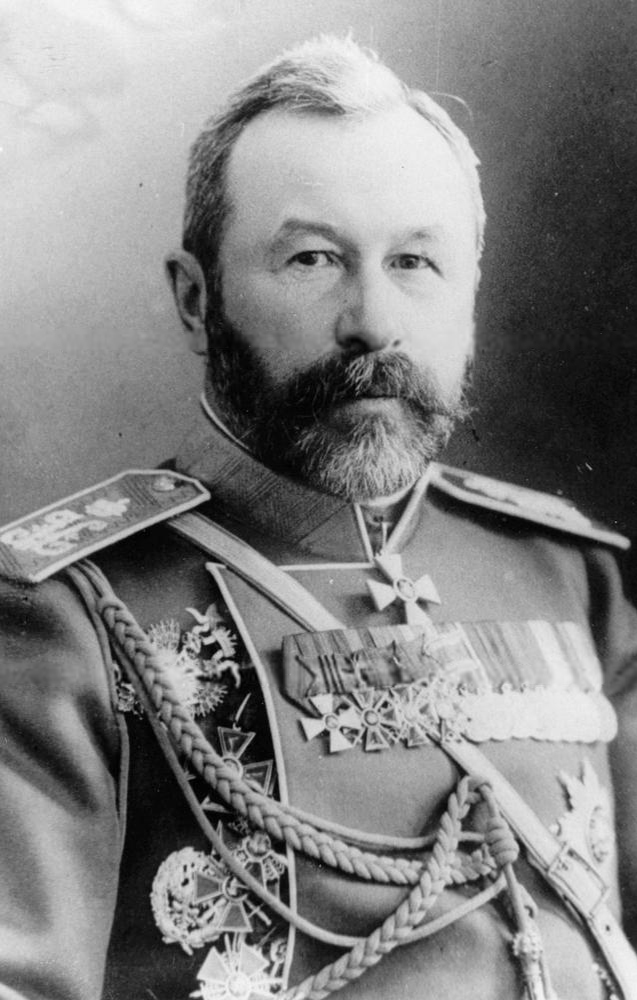
Aleksej Kuropatkin

Aleksej Nikolajevitj Kuropatkin (ryska: Алексей Николаевич Куропаткин),  född 29 mars (gamla stilen: 17 mars) 1848 i guvernementet Pskov, död 16 januari 1925 i byn Sjemsurnino, guvernementet Pskov, var en rysk general.

## Biografi
Kuropatkin inträdde 1864 vid 1:a turkestanska skyttebataljonen, där han 1866 blev underlöjtnant och snart för sin duglighet uppmärksammades av den 1867 till generalguvernör över Turkestan utnämnde general Konstantin Kaufmann, Bucharas erövrare. Som nyutnämnd löjtnant sändes Kuropatkin 1868 på en diplomatisk beskickning till emiren Yaqub Beg i Kashgar. Efter att 1872-74 ha genomgått Nikolai generalstabsakademi i Sankt Petersburg, fick han i studiesyfte anställning i franska armén, deltog i ett fälttåg i Algeriet och vann inträde i general Gaston de Galliffets stab. Efter hemkomsten 1875 blev han i december samma år adjutant vid Turkestanska militärdistriktets stab, utnämndes 1876 till stabskapten vid ryska Generalstaben och sändes på en ny beskickning till Yaqub Beg. Vid rysk-turkiska krigets utbrott i april 1877 kommenderades han till högste befälhavarens, storfurst Nikolaj Nikolajevitjs, stab samt ställdes sedan till general Michail Skobeljevs förfogande. Under dennes befäl deltog Kuropatkin bland annat i erövringen av Lovetj (3 september) och i den med oerhörda förluster tillbakaslagna tredje stormningen av Pleven (11-12 september), av vilken han i ett arbete om detta krig lämnat en livlig skildring. Han blev svårt sårad vid Pleven. 
Efter sitt tillfrisknande blev Kuropatkin som överste vid Generalstaben utnämnd till stabschef under Skobeljev vid 16:e infanterifördelningen och tjänstgjorde som sådan till krigets slut. Därefter blev han chef för asiatiska detaljen vid huvudstaben i Sankt Petersburg och lärare vid Generalstabsakademien, men utnämndes redan i augusti 1879 till chef för Turkestanska skyttebrigaden och tjänstgjorde som chef för avantgardet under det fälttåg mot de plundrande turkmenska horderna, som, sedan Skobeljev övertagit befälet, slöt med erövringen av deras huvudort Geok-tepe (24 januari 1881). Kuropatkin befordrades 1882 till generalmajor och återbördades 1883 till stora huvudstaben. 
År 1885, då krig hotade utbryta med Storbritannien efter konflikten vid gränsen mot Afghanistan, var Kuropatkin avsedd till stabschef vid ryssarnas anfallsarmé mot Brittiska Indien. År 1890 blev han som generallöjtnant utnämnd till befälhavare för Centralasiens transkaspiska område, där hans åttaåriga verksamhet blev i många avseenden banbrytande och medverkade kraftigt till dessa trakters snabba uppblomstring. De framstående egenskaper som organisatör han därvid lade i dagen föranledde Nikolaus II att 1898 kalla honom till krigsminister och ordförande i Krigsrådet; han befordrades samtidigt till general av infanteriet och generaladjutant. Som krigsminister arbetade han energiskt för ökande av arméns krigsberedskap och förbättrande av manskapets och officerarnas villkor. 
Den alltmer hotande faran för ett krig med Japan föranledde Kuropatkin att 1903 företa en inspektionsresa till Fjärran östern. Han fick därvid full klarhet om det hotande läget, men hade, motarbetad från många håll, ej på långt när hunnit vidta nödiga förberedelser, då rysk-japanska kriget plötsligt utbröt genom japanernas anfall mot ryska flottan vid Port Arthur (8-9 februari 1904). Han utnämndes genast till chef för manchuriska armén under amiral Jevgenij Aleksejev som högste befälhavare över armén och flottan. Han hade nu att till den 9 000 km avlägsna krigsskådeplatsen på en enda järnväg med delvis mycket begränsad kapacitet transportera de i det inre Ryssland så småningom mobiliserade stridskrafterna och lyckades genom storartade ansträngningar – tack vare långsamheten och försiktigheten i de japanska operationerna - möta anfallet med jämnstarka eller något överlägsna krafter, men den nödvändiga energin och handlingsfriheten saknades. Han tvangs av högre myndigheter att ta upp striden i omedelbar närhet av gränsen och Kwantunghalvön för att i det längsta bevara sambandet med det belägrade Port Arthur. Tillbakaträngd i en del mindre strider och slagen i de stora drabbningarna vid Liaoyang (26 augusti-3 september) och Shaho (8-18 oktober), fick han först genom Aleksejevs återkallande själv högsta befälet och, som man hoppades, tillräcklig handlingsfrihet. 
Efter att ha kraftsamlat vid Mukden gick Kuropatkin i slutet av januari 1905 till offensiv, men det lamt utförda försöket misslyckades efter hårda strider vid Sandepu, varvid hans beslut att avbryta anfallet föranledde högra flygelns befälhavare, general Oskar Gripenberg, att upprörd begära avsked och återvända till Ryssland. Den samlade japanska armén under marskalk Oyama Iwao gick 20 februari till anfall mot Kuropatkin vid Mukden och tvingade honom, efter en större drabbning, till att anträda återtåget (9 mars), vilket utfördes i jämförelsevis god ordning under nya blodiga strider. Omedelbart efter slaget fråntogs Kuropatkin högsta befälet (16 mars), vilket lämnades till general Nikolaj Linjevitj, vars förra post som 1:a arméns chef Kuropatkin något senare fick inta och sedan innehade till krigets slut (freden i Portsmouth 5 september 1905). 
Kuropatkin, nu i onåd, drog sig tillbaka till sin lantegendom och utarbetade ett stort arbete om kriget med Japan (tre band allmänt tillgängliga, det fjärde förbjöds i Ryssland av censuren; tysk översättning "Rechenschaftsbericht an den Zaren über den russisch-japanischen Krieg bis zu den Mukdener Kampfen", fyra band, 1909, och av fjärde delen, "Memoiren", samma år). Där gick han till rätta med såväl ryska arméns som sina egna fel och brister samt anger sin uppfattning om nederlagets huvudorsaker. Han återinträdde under första världskriget i tjänst, blev i september 1915 kommenderande general vid grenadjärkåren och februari 1916 överbefälhavare för nordfronten samt ledde den resultatlösa marsoffensiven samma år, varefter han i augusti skickades till Turkestan som generalguvernör, en befattning vilken han miste i samband med oktoberrevolutionen 1917.
Kuropatskij bedrev såväl militär som geografisk och nationalekonomisk författarverksamhet. Bland hans skrifter (på ryska) märks ett historisk-geografiskt arbete om Kashgar (engelsk översättning 1885), två arbeten om rysk-turkiska kriget (1879, 1884; båda i tysk bearbetning av Gustav Krahmer under titeln "Kritische Rückblicke auf den russisch-türkischen Krieg", tre band, 1885-90) samt "Eröfringen af Turkmenien" (1899; tysk översättning 1904). Kuropatkin blev ledamot av svenska Krigsvetenskapsakademien 1892.